# آلن شابا
آلن شابا فرانسوی: Alain Chabat‎ زاده ۲۴ نوامبر ۱۹۵۸ در وهران الجزایر، یک بازیگر و کارگردان فرانسوی است که در فیلم‌های محله ترس, چمن نفرین‌شده، طعم دیگران و خوشبختی تا ابد می‌توان او را به عنوان بازیگر دید.

## زندگی و حرفه
حرفه رسانه ای او در سال ۱۹۸۷ شروع شد، یعنی وقتی که او گروهی کمدی به نام "Les Nuls" فرانسوی: The Dummies‎ (به فارسی: منقنس) با Bruno Carette, Chantal Lauby و Dominique Farrugia را تأسیس کرد. Les Nuls برای اولین بار برنامه خود را بر روی تلویزیون فرانسه در شبکه کانال + به اجرا دراورد.

## فیلم‌شناسی
فیلم‌هایی که شابا در آن به عنوان بازیگر حضور داشته‌است:
- La Cité de la peur ‏ (۱۹۹۴)
- French Twist ‏ (۱۹۹۵)
- طعم دیگران (۲۰۰۰)
- خوشبختی تا ابد (۲۰۰۴)
- The Science of Sleep ‏ (۲۰۰۶)
- Prête-moi ta main ‏ (۲۰۰۶) (بازیگر، نویسنده و تهیه‌کننده)
- ۱۵ سال و نیم (۲۰۰۸)
- شب در موزه: نبرد اسمیتسونین (۲۰۰۹)
- حالت نیلی (۲۰۱۲)

فیلم‌های که چابات کارگردانی آن را به عهده داشته‌است:
- آستریکس و اوبلیکس: مأموریت کلئوپاترا (۲۰۰۲)
- Sur la piste du Marsupilami ‏ (۲۰۱۲)
- کاملوت (۲۰۲۱)